# Гаврилівка (Дергачівський район)
Гаврилівка — колишнє селище міського типу в Україні, в Дергачівському районі Харківської області.
Існують твердження про першу згадку, датовану 1650 роком. Приєднане до смт Солоницівка 1974 року.
В Гаврилівці розміщалася машинно-тракторні майстерні, молочнотоварна ферма, парники, оброблялося 2400 га землі. Діяли дві бібліотеки, клуб, фельдшерсько-акушерський пункт, восьмирічна школа. Діяла водокачка, прокладено водопровід. У селищі в 1970-х роках проживало 2300 людей.
Знаходилося на лівому березі річки Уда, вище за течією за 2 км — смт Пересічне, нижче за течією прилягає до Солоницівки, на протилежному березі — приєднане до Солоницівки село Червоне, за 1 км — станція Шпаківка, пролягає автотраса Харків — Суми.
В Гаврилівці поховано 88 радянських бійців, поставлений на постаменті танк Т-70.
У селищі проживав Герой Соціалістичної Праці І. В. Литовченко.

## Принагідно
- УРЕ